# Ricardo Moyano
Guitariste né en Argentine, Ricardo Moyano est le fils de l'écrivain argentin Daniel Moyano.
Initié à la guitare par son père, il commence très jeune ses études de guitare classique au conservatoire de sa ville natale. Quelques années plus tard, il termine ses études au Conservatoire Royal de Madrid et gagne des Premiers Prix dans les concours internationaux les plus prestigieux d'Espagne, de France, d'Argentine et du Portugal. Sa carrière artistique déjà lancée, il vient à Paris afin d'approfondir ses connaissances dans la musique Renaissance et Baroque. Après avoir entendu Marco Meloni, il arrête la musique pour prendre le temps d'une réflexion qui l'amène à se spécialiser dans la maîtrise de l'improvisation et l'exploration de nombreux styles de musique. Il demeure à Paris pendant plusieurs années puis est amené à quitter la France pour mener une carrière internationale.
Après avoir habité plusieurs années à Istanbul, où il enseigne et donne des concerts, il s'installe en Espagne. Il a enregistré plus de trente disques, en solo et avec d'autres musiciens. Ses connaissances de la musique Baroque, classique et de la musique populaire d'Argentine, d'Espagne et de la Turquie, ainsi que son intérêt pour la musique improvisée à la guitare, notamment le jazz, ont contribué à l'élaboration de son jeu. Ses compositions sont publiées dans les Éditions Henry Lemoine à Paris.

## Discographie
- El Aveloriado (France, 1994)
- Voyage aux Amériques (France, 1996)
- Marinés (Turquie, 1997)
- Bésame mucho (Argentine, 1999)
- YimYum (Internet, 2000)
- Guitarist (Turquie, 2005)